# Quilombo do Bananal
Bananal é uma comunidade quilombola localizada no município brasileiro de Rio de Contas, na Chapada Diamantina, interior do estado da Bahia.
O povoado é uma das atrações turísticas da cidade, em passeios que incluem ainda a Ponte do Coronel, o povoado de Mato Grosso e a outra comunidade remanescente de quilombo de Barra do Brumado. A comunidade foi certificada como remanescente de quilombo pela Fundação Cultural Palmares (FCP) em 12 de setembro de 2005 sob o processo de nº 01420.000054/1998-92.

## Características locais

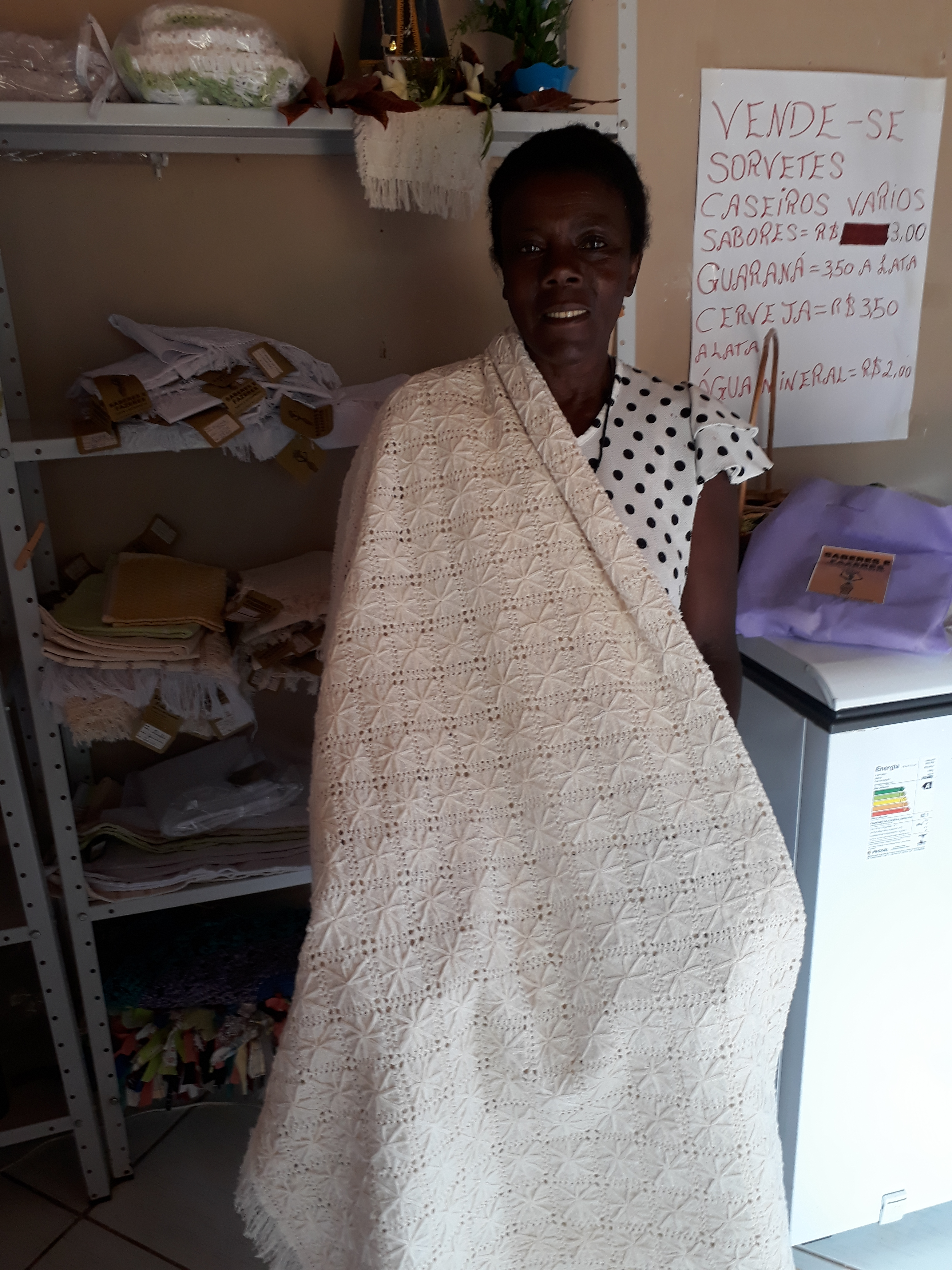
Artesã em Bananal

É uma comunidade rural que traz nas suas tradições orais a informação de que não descendem de escravos, mas de negros livres, de tal forma que os seus moradores trazem isto como um diferencial em relação às outras pessoas: "A memória originária das pessoas parece sempre descrever um antes comum em que os antepassados "tiveram" de vir para aquele lugar, enquanto os outros continuaram"cativos" em outro lugar: «Lá, atrás da várzea, tinha os negros."; "Do outro lado do rio tinha os cativos."; "É, tinha os cativos, sim, mas aqui não, nunca teve cativo, não"» levando a concluir que ali existe "a não submissão nem à condição de escravo e nem à ideia de escravidão".
Suas atividades econômicas ainda permanecem voltadas à agricultura e pequena pecuária, embora a maior integração proporcionada com a modernização das comunicações leve as novas gerações a adquirir novos hábitos e meios de ver o mundo. O apego à terra, comum nos quilombos baianos, ali é bastante forte.
Em Bananal os resquícios do isolamento e consequente casamento consanguíneo entre seus habitantes ainda é perceptível.
Está situada próxima do povoado de Mato Grosso, com moradores descendentes de bandeirantes e alegadamente de origem lusa e branca, e a cerca de 2,5 km de distância do quilombo da Barra do Brumado, acessível por estradas vicinais de terra, sendo banhada por um riacho sem nome. Próximo a estas duas comunidades havia uma terceira, a Riacho das Pedras, que, de forma polêmica, foi inundada pelo Açude Brumado e teve seus moradores dispersos.
Em Bananal há uma casa de farinha comunitária. Na "Praça de Bananal" em 2007 estavam localizadas sete das vinte e três moradias que compunham a comunidade, a Igreja de Nossa Senhora da Conceição e ruínas de um templo mais antigo.